# Veliko Središte
Veliko Središte (cyr. Велико Средиште) – wieś w Serbii, w Wojwodinie, w okręgu południowobanackim, w mieście Vršac. W 2011 roku liczyła 1270 mieszkańców.